# دلميرا أجوستيني
دلميرا أجوستيني (بالإسبانية: Delmira Agustini) شاعرة أوروغوانية وناشطة أنثوية، ولدت في مونتيفيديو في 24 أكتوبر 1886. تخصصت في الحياة الجنسية للأنثى في الوقت الذي كان يهيمن فيه الرجال على العالم. وينتمي أسلوبها في الكتابة للمرحلة الأولى من الحداثة التي تناقش المواضيع الخيالية والمواد الغريبة. وتوفيت في 6 يوليو 1914.

## السيرة الذاتية
ولدت وترعرعت دلميرا اجوستيني في اسرة محافظة وعلى الرغم من ذللك فقد دللوها كثيرا. والدها هو سانتياجو أجوستيني (أوروغواي،8 يوليو 1925) اما ولدتها فهي ماريا مورتفلد ترايكا (بوينس آيرس، الأرجنتين 24 أغسطس 1859 -18 يوليو 1934). كانت دلميرا طفلة تسبق سنها بذكائها وعقليتها حيث كانت تنظم ابياتا من الشعر منذ ان كان عمرها عشرة سنوات، وكانت تتعلم اللغة الفرنسية والموسيقى والرسم.
اشتركت دلميرا في مجلة «لا البورادا» ومجلة الشاعر مانويل بيريث ايه كوريس «ابولو» ونشرت فيهم شعرها. هي واحدة من شعراء جيل 900  إلى جانب خوليو هيريرا وليوبولدو لوجونس وروبين دارييو وهوراثيو كيروجا والذي كانت تعتبره معلمها. روبين دارييو قارن دلميرا بسانتا تريسا دي خيسوس وقال انها أفضل كاتبة تعبر عن نفسها كمرأة بعد سانتا تريسا دي خيسوس.
تخصصت في الحياة الجنسية للأنثى في الوقت الذي كان يهيمن فيه الرجال على العالم. ينتمي اسلوبها في الكتابة للمرحلة الأولى من الحداثة  التي تناقش المواضيع الخيالية والمواد الغريبة.
- إيروس، إله الحب عند اللإغريق، هو مصدر اللإلهام لقصائد أجوستيني فهو يمثل الإثارة الجنسية والملذات الجسدية فيها وهو بطل الرواية في العديد من قصائدها وأعمالها الأدبية. كرست كتابها الثالث لإيروس، بعنوان الكؤوس فارغة 1913، العمل الذي شهد دخولها إلى حركة الطليعية.

تزوجت انريكي جوب رييس في 14 أغسطس 1913، ولكن بسبب الخلاف الزوجي تركته بعد شهر ونصف من الزواج ثم انفصلا في 5 يونيو 1914 وفي يوليو من العام نفسه قتلها ثم انتحر.

## روابط خارجية
- دلميرا أجوستيني على موقع الموسوعة البريطانية (الإنجليزية)